# 東京めぐり愛
「東京めぐり愛」（とうきょうめぐりあい）は、1984年8月21日に発売された石川さゆりと琴風豪規によるデュエットシングル。

## 解説
- 1984年2月に長女を出産の後、産休明けと成った石川さゆりのカムバック・シングルである。
- 石川と琴風のそれぞれ前作である「東京かくれんぼ」と「東京たずね人」[注 1]のそれぞれ後編（アンサーソング）[2]。『三部作』（「東京かくれんぼ」「東京たずね人」、本曲）の完結編である[2]。この『三部作』は、石川の産休のブランクを埋めるための話題作りとして企画したと堀威夫が自著で述べている[2]。
- 石川の所属会社だった日本コロムビアだけでなく、琴風豪規の所属会社だったディスコメイトレコードからジャケットとカップリング違いで発売された[注 2]。コロムビア盤ではジャケットに石川の写真が使われた一方、ディスコメイト盤ではジャケットは琴風の写真が使われ、石川の顔写真は裏面の歌詞カードに掲載されていた。
- 同曲をレコーディングした際、男性側の琴風はその頃大相撲力士の現役大関であった。当時の歌謡番組で琴風が出演することはほとんどなく、代役として別の男性演歌歌手が石川と共に歌唱していた。一方で、力士引退後、尾車部屋の師匠として活動していた時期に琴風（尾車親方）が出演した歌番組では、石川が出演せず、代役として藤あや子など他の歌手が琴風とともに歌唱した事例があった。
- 1984年大晦日の「第26回日本レコード大賞」では、「東京かくれんぼ」（石川さゆり・歌唱）、「東京たずね人」（琴風豪規・歌唱）、「東京めぐり愛」の『三部作』に対して、「企画賞」を受賞した。
- この曲で石川は、1982年末の「第33回NHK紅白歌合戦」以来2年ぶり[注 3]に、1984年末の「第35回NHK紅白歌合戦」に復帰出場を果たした（但し琴風は紅白に出場せず、他の紅組歌手達が琴風側のパートの一部を代わりに披露した）。

## 収録曲（日本コロムビア）
1. 東京めぐり愛
作詞：なかにし礼／作曲：市川昭介／編曲：斉藤恒夫
2. 東京めぐり愛（ペアオケ）
※ペアオケ版は石川さゆりのみの歌唱音源となっている。

## 収録曲（ディスコメイト）
1. 東京めぐり愛
作詞：なかにし礼／作曲：市川昭介／編曲：斉藤恒夫
2. 伊勢に帰ろう -夫婦岩-（琴風のソロ曲）
作詞：なかにし礼／作曲：三木たかし／編曲：高田弘

## カバーしたアーティスト
- 三条正人（鶴岡雅義と東京ロマンチカ）・香山美子 - 1985年発売の『三條正人 演歌の旅路第二集』に収録。